# Chalcophaps
Chalcophaps – rodzaj ptaków z podrodziny treronów (Raphinae) w obrębie rodziny gołębiowatych (Columbidae).

## Zasięg występowania
Rodzaj obejmuje gatunki występujące w Azji i Australazji.

## Morfologia
Długość ciała 23–27 cm; masa ciała 89–192 g; rozpiętość skrzydeł 43–46 cm.

## Systematyka

### Etymologia
- Peristera: gr. περιστερα peristera „gołąb” (generalnie utożsamiany z gołębiem skalnym i jego udomowionymi odmianami, ale również z grzywaczem, siniakiem i turkawką)[7]. Gatunek typowy: Columba indica Linnaeus, 1758.
- Chalcophaps: gr. χαλκος khalkos „brązowy”; φαψ phaps, φαβος phabos „gołąb”[8].
- Monornis: gr. μονος monos „pojedynczy”; ορνις ornis, ορνιθος ornithos „ptak”[9]. Gatunek typowy: Monornis perpulchra Hodgson, 1844 (= Columba indica Linnaeus, 1758).

### Podział systematyczny
Do rodzaju należą następujące gatunki:
- Chalcophaps indica (Linnaeus, 1758) – miedzianka szmaragdowa
- Chalcophaps longirostris Gould, 1848 – miedzianka brązowogłowa
- Chalcophaps stephani Reichenbach, 1851 – miedzianka białoczelna